# Église Saint-Pierre d'Allenc
L'église Saint-Pierre est une église catholique romaine située à Allenc, en France.

## Localisation
L'église est située sur la commune d'Allenc, dans le département français de la Lozère.

## Historique
Les principales phases de sa construction sont intervenues au douzième, quinzième et dix-septième siècles.
En 1924, ont été refaites les charpentes et couvertures de la nef et de la croisée du transept.
L'édifice est classé au titre des monuments historiques en 1931.